# Ashagad
Ashagad – wieś w Indiach położona w stanie Maharasztra, w dystrykcie Thane, w tehsilu Dahanu.
Według spisu ludności Indii z 2011 roku, w Ashagad znajdują się 824 gospodarstwa domowe, które zamieszkuje 4160 osób.